# Hougoumont
Hougoumont — ou Goumont — est le nom d'un lieu-dit situé sur le territoire de la commune de Braine-l'Alleud, dans la province du Brabant wallon, en Belgique (arrondissement de Nivelles). C'est sur ce lieu-dit qu'est établi un château-ferme qui joua un rôle capital lors de la bataille de Waterloo, le 18 juin 1815, et qui fut rénové et inauguré à l'occasion du bicentenaire de la bataille.
C’est, semble-t-il, en 1777, lors de la parution de la carte de Ferraris, que l’on voit apparaître le nom château d’Hougoumont. Avant cela, on disait Goumont ou Gomont. Cette modification serait due aux arpenteurs de Ferraris qui, interrogeant les habitants sur le nom de la propriété, auraient transcrit « château d’Hougoumont » pour « château du Goumont ». On rencontre le terme « Gomont » en 1358 dans un acte de la cour allodiale de Brabant. En 1386, il est fait mention de la « tenure et maison » de Gomont, sise à Wérissart dans la seigneurie de Braine-l’Alleud.

## Étymologie
L'étymologie du nom « Hougoumont » reste, aujourd'hui encore, incertaine.
Tout d'abord, il faut éliminer l’étymologie fantaisiste donnée par un journaliste d’antan, Le Mayeur, et qui voudrait que ce nom vienne de « Gomme-mont » parce que de grandes plantations de sapins fournissant de la résine (gomme) auraient existé à cet endroit. Or, l’endroit ne se prête nullement à la culture des résineux.
On a cru pouvoir dire aussi que Goumont viendrait du terme roman Gaud (bois, bosquet) et – mont, ce qui voudrait donc dire le mont du bosquet. Or, le mot Gaud ne se rencontre nulle part dans l'étymologie des noms de lieux en Belgique. Une autre explication, que la plupart des auteurs ont écarté d’un revers de la main, est celle que donne Victor Hugo dans Les Misérables : « C’était un château, ce n’est plus qu’une ferme. Hougomont, pour l’antiquaire, c’est Hugomons. Ce manoir fut bâti par Hugo, sire de Somerel, le même qui dota la sixième chapellenie de l’abbaye de Villers ».
Certains disent que Victor Hugo n’a pas été très éloigné de la vérité puisque la plupart des auteurs semblent maintenant vouloir penser que l’étymologie de Goumont est bien à trouver dans un nom de personne : Godulphe ou Godulf. Goumont signifierait donc le « mont de Godulf » du nom d’un des anciens occupants du lieu. On ne sait pourtant pas très bien le chemin parcouru par ce « Godulfmont » pour arriver à « Goumont » ou « Gomont ».
La seule référence objective sur laquelle on peut s’appuyer, se rapprochant de « Hougoumont » actuel, vient d’un acte, extrait des archives de la cure de Braine l’Alleud, daté du 9 mars 1485 où ce lieu est appelé « Augoumont ».

## Histoire

### Histoire générale

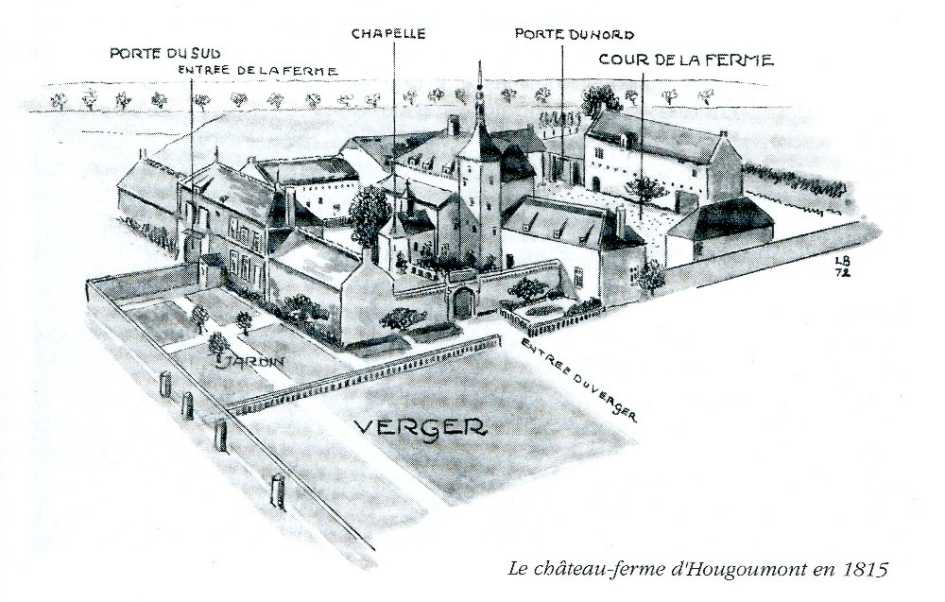
Croquis du château-ferme d'Hougoumont, à partir d'une estampe de la moitié du XVIIIe siècle.

Le 5 mai 1474, l’ordre de Saint-Jean de Jérusalem procède à la cession de 12 bonniers de bois, dits le Goumont, et de 12 bonniers de bruyères contiguës pour la somme de 100 couronnes d’or à Henri de Witthem, seigneur de Braine-l'Alleud. Il n'est pas question d’une maison dans cet acte.
Avant 1536, le bien passe aux mains du père de Pierre du Fief, procureur général du Conseil de Brabant de 1523 à 1554, qui donne une extension notable au domaine. En 1560, le domaine devient propriété de Charles Quarré, chevalier, conseiller du Conseil de Brabant et reste dans sa famille jusqu’en 1617 quand il est acquis par Arnold Schuyl, sire de Walhorn.
Le 28 mars 1661, le domaine passe à Jean-Jacques Arrazola de Oñate, seigneur de Gomont dont la famille est originaire d'Ognate (forme française de Oñate), le berceau de ce patronyme, dans la province de Guipuscoa au Pays basque espagnol. En effet son père, Jean Arrazola de Oñate, né en 1573 et mort en 1653, était le repostero de camas (secrétaire de la chambre) de l'infante Isabelle-Claire-Eugénie d'Autriche et fut chambellan de l'archiduc Albert d'Autriche. Il arrive dans les Pays-Bas du Sud en 1598 ou 1599, à la suite du mariage de l'infante, qui recevait en dot, pour l'occasion, le gouvernement des Pays-Bas, partagé avec son mari, l'archiduc Albert. Du mariage de Jean Arrazola avec Beatrix Heath, en 1611, sont issus huit enfants dont le second, Jean-Jacques, seigneur de Gomont, fait l’acquisition du domaine de Hougoumont. Il devient conseiller et commis des domaines et finances du roi aux Pays-Bas et son surintendant du Hainaut. Il est fait chevalier le 2 mai 1663. Il épouse en premières noces Jeanne-Angélique de Maerselaer dont il a deux enfants puis, en secondes noces, Anne Isabelle de Renialmé, dite de Cordes, Dame de Gomont. De ce couple naissent onze enfants. Il meurt le 15 septembre 1688, à l’âge de 73 ans. Il est inhumé dans la cathédrale Saints-Michel-et-Gudule de Bruxelles.
Son fils aîné, Jean Philippe Arrazola de Oñate, né en 1660 de son second mariage, lui succède comme seigneur de Gomont. Il est vice-président et conseiller de la cour des comptes à Bruxelles et intendant de la vénerie royale. Il épouse en 1691 Françoise Virginie de Ryckwaert qui lui donne quatre enfants. Il meurt le 29 décembre 1729.
Son fils Jean-André, né en 1712, hérite du domaine à la mort de son père. Il épouse Anne-Eugénie-Josèphe de Vicq, fille de François-Philippe-Joseph de Vicq, baron de Cumptich. Jean-André Arrazola meurt sans enfant, dans son château, en 1780. Il laisse le domaine à sa femme qui épouse en secondes noces, Philippe Gouret de Louville de Gomont, major au service de l’Autriche. À la mort de son épouse, en 1791, ce dernier hérite du domaine de Hougoumont mais il n’habitera jamais au château.
En 1815, la ferme est exploitée par Antoine Dumonceau tandis que le beau jardin à la française auquel le chevalier semble fort attaché, est entretenu par Jean-Joseph Carlier. Après la bataille, faute de moyens, le chevalier de Louville, qui est âgé de 86 ans, est dans l’impossibilité de restaurer son château et préfère le vendre, le 7 mai 1816, pour la somme de 40 000 francs, au comte François-Xavier de Robiano qui met un point d’honneur à préserver les restes de la bâtisse. Le domaine reste dans cette famille jusqu’en 1917, à la mort de la comtesse Marie-Sophie de Robiano, veuve du comte Théodore d'Oultremont, pour passer, par ses descendants, à une branche de la famille d'Oultremont.
Enfin, le domaine est mis en vente par le comte Guibert d'Oultremont en 2003 et racheté par la région wallonne, au travers de « l'Intercommunale 1815 » en septembre de la même année.

### La bataille de Waterloo (1815)

#### Le domaine en 1815

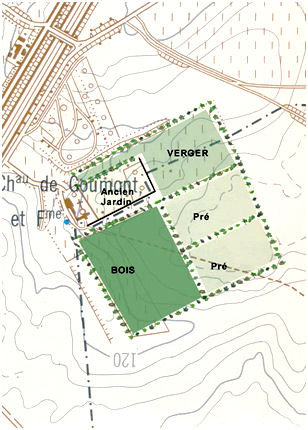
Le domaine d'Hougoumont en 1815.

Hougoumont a joué un rôle central dans la bataille de Waterloo dans laquelle les forces alliées des armées commandées par le duc de Wellington (composées de Britanniques et d'Allemands) et celle des Prussiens, commandée par le maréchal Blücher, étaient opposées à l'armée française dite Armée du Nord emmenée par l'empereur Napoléon Ier.
Aujourd'hui, le domaine de Hougoumont et ses environs ont considérablement changé par rapport à ce qu’ils étaient en 1815. À l'époque, au sud de la ferme, dès la sortie du château, se trouvait un bois carré de 250 à 300 mètres de large dont le côté Ouest s'élevait à 120 m tandis que le côté Est descendait vers les champs de la ferme. Ce bois, jadis entièrement bordé de haies, a disparu et a laissé la place à des cultures. Il était séparé du mur, qui subsiste, de l’ancien jardin, par une bande de terrain d’environ trente mètres de large. Cet espace découvert a été surnommé par les Anglais, the Killing Ground. Le bois était traversé par un sentier qui, en se prolongeant, rejoint aujourd'hui encore le chemin de Remyval qui mène au monument de l'Aigle blessé.
À l’est du château, s’étendait en 1815, un beau grand jardin à la française, enclos à l’est et au sud par un mur de briques qui existe encore et au nord par une haie. À l’est de ce jardin, se trouvait un grand verger qui enserrait également le jardin par le nord sur une largeur d’une cinquantaine de mètres bordé aussi d'une puissante haie. Au nord de cette haie, un chemin – appelé par les Anglais the covered way ou the Sunken Way (le chemin creux) – courait est-ouest. Au nord de ce sentier, où pousse actuellement un bois assez touffu, il n’y avait en 1815 que des prés et des champs. La crête, où se trouvaient les batteries anglaises et où viendront s'arrêter les obusiers pendant la bataille, est actuellement dissimulée par ces bois. Quant au jardin et au verger ils sont devenus une prairie parsemée de quelques arbres. Du portail Nord de la ferme, part un chemin qui subsiste mais qui était bordé d’arbres et qui rejoignait Nivelles.

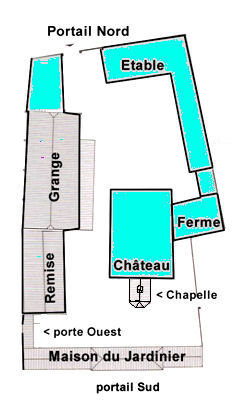
Hougoumont : en bleu, les bâtiments disparus depuis 1815.

En 1815, pour reprendre la description du colonel Charras, « le domaine comprenait une vaste maison d’habitation, un logement de fermier, une chapelle et des bâtiments d’exploitation, rangés sur les quatre côtés d’un rectangle. Deux grandes portes y donnaient accès : l’une au sud, l’autre au nord. À l’est du château et y attenant se trouvait un grand jardin clos, du côté du nord, par une haie, et des autres côtés par des murs épais, hauts de plus de deux mètres. À l’est encore de ce jardin s’étendait un verger beaucoup plus grand… Un bois taillis, sous une futaie très claire, couvrait au sud, le verger, le jardin et le château, s’en approchant à une trentaine de mètres ». Ajoutons qu’à l’ouest, une petite porte s’ouvrait entre la remise et la maison du jardinier, donnant sur le potager.

#### Le plan de Wellington
Sur le terrain de la bataille, le front anglo-allié était protégé par quatre postes avancés : à gauche le château de Fichermont, au centre-gauche la ferme de la Papelotte, au centre la ferme de la Haie Sainte et au centre-droit, Hougoumont. Pour le duc de Wellington, ces positions avancées devaient jouer le rôle d'un brise-lames face à l'offensive française et elles ne devaient pas être laissées aux mains de l'ennemi auquel elles fourniraient des bases pour de puissants assauts contre la ligne anglo-alliée. Les ordres de Wellington à la garnison d'Hougoumont sont donc extrêmement simples et ne changeront jamais : tenir à tout prix.
À partir du 17 juin 1815, dans la soirée, des troupes britanniques occupent donc le château-ferme d'Hougoumont et entreprennent de le fortifier. Hougoumont représente déjà une forte position en soi-même puisque le bois au sud cache les bâtiments à la vue des Français et fournit un bon couvert pour l’infanterie. De plus, il empêche de tirer des boulets ou des boîtes à mitrailles directement sur les murs si ce n’est à partir de l’ouest où le bâtiment est dégagé.
Ainsi, le 17 juin, vers 19 h, la 1re division des Guards britannique arrive dans le village de Mont-Saint-Jean et, une demi-heure plus tard, les quatre compagnies légères de cette division sont envoyées à Hougoumont. À son arrivée, Lord Saltoun a une escarmouche avec une patrouille de cavalerie française qu'il repousse. Le piquet placé au sud du bois et composé de quelques hommes du 2e bataillon du 3e Guards, sous les ordres du capitaine Evelyn, est renforcé par les 100 chasseurs de la 1re compagnie du Feldjäger Korps, appartenant à la 1re brigade hanovrienne commandée par Friedrich von Kielmansegg. Deux détachements de 50 hommes chacun appartenant aux bataillons légers hanovriens de Lüneburg et de Grubenhagen viennent également occuper le bois.
Vers 2 h du matin, une nouvelle escarmouche a lieu contre des éléments de la cavalerie française qui s’aventurent devant le bois. Durant la nuit, sous une pluie battante, James MacDonnell, qui commande le détachement des Coldstream, fait procéder aux travaux de mise en défense. Vers 6 h, le duc de Wellington rend visite aux troupes d'Hougoumont et fait remplacer la garnison par le 1er bataillon du 2e régiment léger de Nassau-Usingen du capitaine Büscgen. Cette unité prend place dans le château-ferme, le jardin et le verger, tandis que les deux compagnies de MacDonnell prennent position à l’ouest des bâtiments. Les deux compagnies du 1er Guards remontent sur la crête au nord du château avec lord Saltoun.
Le 18 juin 1815, à 11 h 30, la garnison est donc composée comme suit :
| Bâtiments          | Grenadiers 1/2 Nassau                                                                   | 135   |
| Jardin             | 2 Cies du 1/2 Nassau                                                                    | 270   |
| Grand verger       | 1 Cie du 1/2 Nassau                                                                     | 135   |
| Bois               | 2 Cies du 1/2 Nassau, 1 Cie Feldjägern, 1 Dét. Bn Lg Lüneburg, 1 Dét. Bn Lg Grübenhagen | 470   |
| Potager            | 1 Cie Lg 2/C Guards                                                                     | 100   |
| Ouest de la grange | 1 Cie Lg 2/3 Guards                                                                     | 100   |
| Total              |                                                                                         | 1 210 |

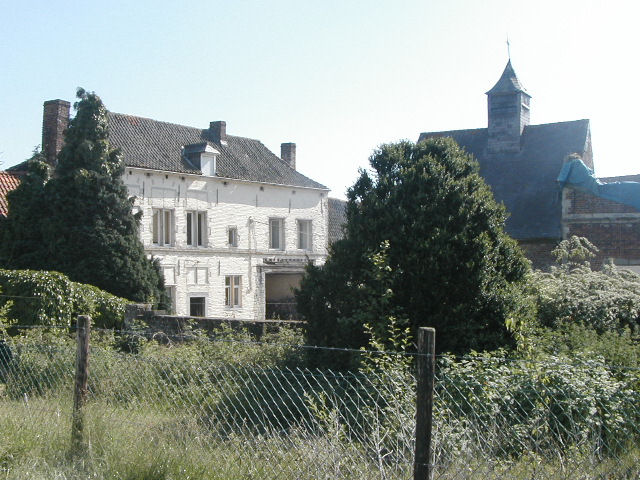
La maison du jardinier vue de l'ancien jardin (2006).

En outre, sur la crête au nord du château, deux batteries d'artillerie prennent position avant le début de la bataille : les batteries Webber-Smith et Ramsey. Cinq autres batteries, plus éloignées, sont néanmoins à portée de feu : Cleeve, Lloyd, Sandham, Kuhlman et Beane. Immédiatement au nord, à mi-chemin sur le versant, se trouvent les deux compagnies légères des 2e et 3e bataillons du 1er Foot Guards de Saltoun.

#### Pas d’Anglais à Hougoumont!
Avant la bataille, il faut remarquer qu'à l'intérieur des bâtiments, dans le jardin, dans le grand verger ou dans le bois, il n’y a pas un seul soldat britannique. Les seuls Britanniques présents à Hougoumont le 18 juin 1815 dans le système défensif sont une compagnie légère des Coldstream et une compagnie légère du 3e régiment de Scots Guards qui, toutes deux, ont pris position aux abords ouest des bâtiments. Cela signifie que lors de la première attaque d'Hougoumont – la plus dangereuse peut-être – aucun soldat britannique n'a pris part au combat.
Il faut rappeler qu'à 6 h du matin, le duc de Wellington était venu inspecter la position et avait donné l'ordre de faire occuper le château d'Hougoumont et les environs par le 1er bataillon du 2e Régiment d'infanterie Nassauvien. Qu'il ait été mal compris ou que ce fût son intention réelle, toujours est-il que, avant 10 h, lorsque les Nassauviens arrivent, les compagnies légères des 2e et 3e bataillons du 1er Guards, sous les ordres de Lord Saltoun, évacuent le château et ses dépendances pour rejoindre le gros de leur bataillon sur la crête au-dessus du domaine, tandis que les compagnies légères des Coldstream et du 2e bataillon du 3e Guards se postent dans le potager à l’ouest de la grande grange.

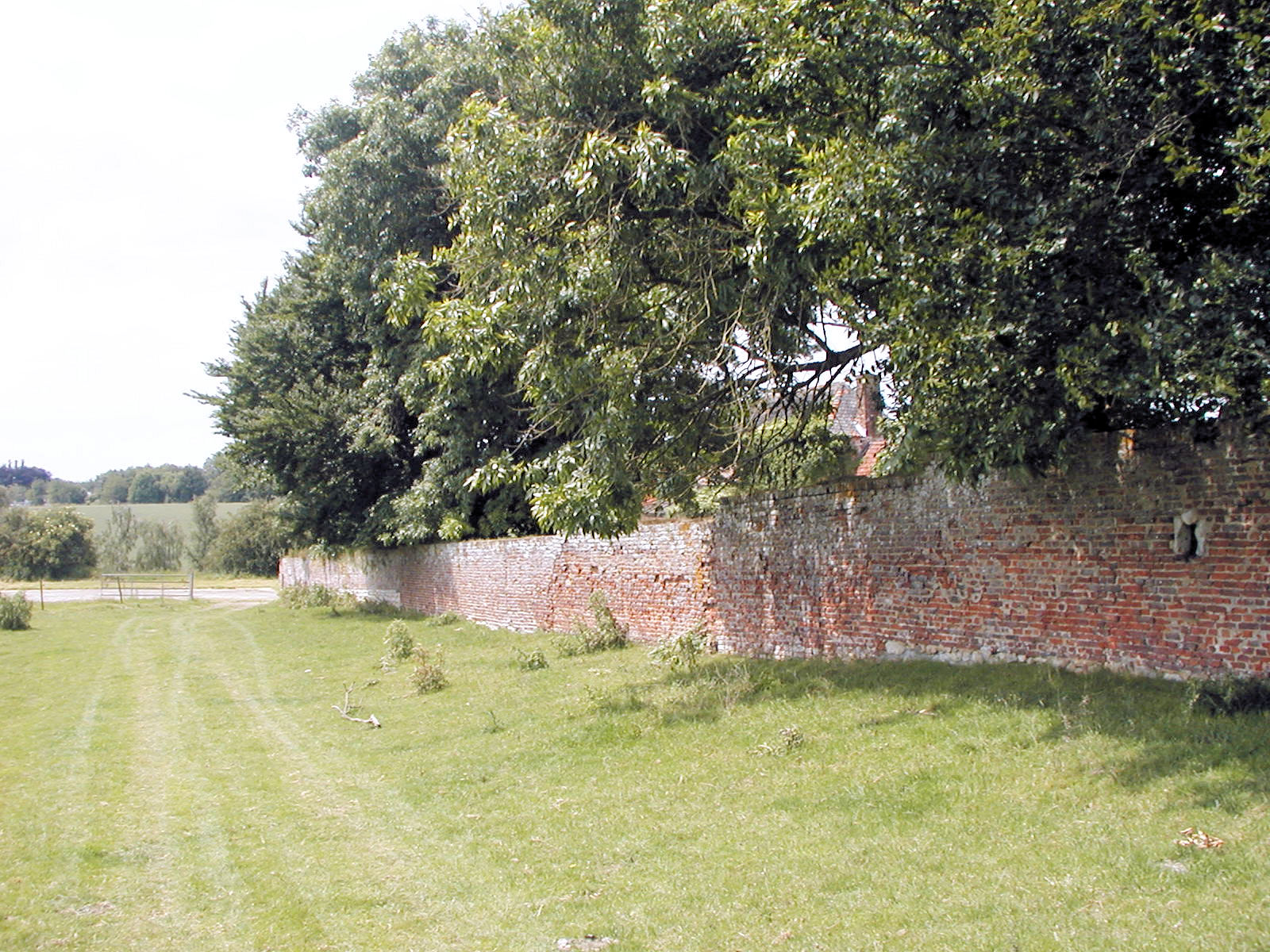
Le mur Sud du jardin.

Cette décision d'évacuation fut mal comprise par les hommes qui avaient travaillé toute la nuit, sous une pluie battante, à consolider cette position défensive. L'un d'eux, le capitaine Daniel Mackinnon, qui commandait la compagnie de grenadiers des Coldstream à Hougoumont, écrivit plus tard :

« À 10 h, les compagnies légères des Gardes furent relevées par un bataillon de 800 hommes des troupes légères de Nassau : des parties de ce corps dans les granges, les bâtiments, les cours et les dépendances ; le reste, avec les chasseurs hanovriens, qui étaient arrivés la nuit précédente, fut réparti dans le verger et le bois. Lord Saltoun rejoignit alors la deuxième brigade sur sa position (principale). Le lieutenant-colonel Macdonnell et ses compagnies firent mouvement vers le côté (ouest) du château. »

C’est au moment où, vers 10 h, après avoir fait visiter la position au capitaine Büschgen, qui commandait le 1/2 bataillon de Nassau et lui en avoir remis le commandement, Lord Saltoun se met en marche vers son bataillon que survient le duc de Wellington. Il se montre fort étonné de trouver les deux compagnies de Saltoun à cet endroit et les arrête, leur ordonnant de rester sur place dans l’attente de nouveaux ordres. Il semble donc bien que Wellington n’ait jamais ordonné son évacuation à la garde britannique. Néanmoins, il ne renvoie pas directement Saltoun à Hougoumont. Lorsque la bataille fut entamée, vers 11 h 30, un aide de camp vint ordonner à Saltoun, très exposé au feu de l’artillerie, de rejoindre sa brigade. Lorsqu’il y arriva, il fut renvoyé de toute urgence vers Hougoumont, les Nassauviens étant sur le point de perdre le verger.

#### Première attaque
La bataille d'Hougoumont débuta par un premier coup de canon tiré vers 11 h 30. Il est difficile de savoir qui le tira et ce qu'il visait, mais l'heure exacte est aussi sujette à discussion. L'historien Henry Houssaye cite différentes sources qui écrivent toutes 11 h 30, sauf une voix discordante, celle du capitaine Yalcott, qui évoque 11 h 20. C'est cette dernière heure que retient également l'historien Mark Adkin qui précise que les tirs provenaient de cinq batteries françaises et que l'avance des tirailleurs français se situerait à 11 h 30 et l'avance des bataillons de Général de Brigade Bauduin à 11 h 35.
Quoi qu'il en soit, après cette très courte et inefficace préparation d'artillerie sur le bois, la 1re brigade de la 6e division française, commandée par le Général de division Jérôme Bonaparte, s'ébranle. Cette brigade se compose du 4e bataillon du 2e régiment d'infanterie légère qui s'avance en tirailleurs, suivi, en formation, par les trois bataillons du 1er régiment d'infanterie légère et les trois autres bataillons du 2e léger. Le tout est commandé par le général Bauduin.

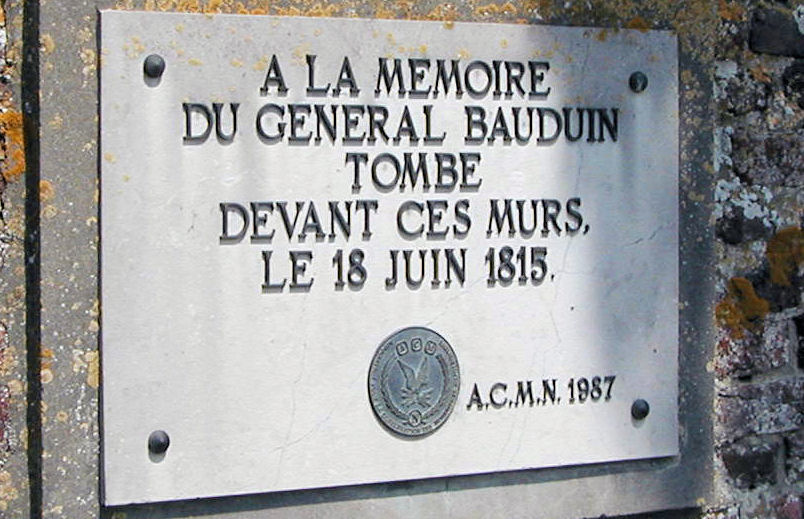
Plaque dédiée au général Bauduin, mort au combat au pied du mur Sud.

Cette brigade s'engage dans le bois. Le combat est très violent. Les Nassauviens et les Hanovriens, embusqués derrière chaque arbre, font subir un feu d'enfer aux Français, mais ils sont submergés par le nombre et reculent lentement vers le grand verger. Les Français sont arrêtés par le grand mur du jardin. Ils ont mis à peu près une heure pour conquérir le bois.
Vers 12 h 15, le gros de la brigade, commandée maintenant par le Colonel Despans-Cubières, bute devant le mur du jardin, ou, plus exactement, sur l’espace dégagé d'une trentaine de mètres qui sépare l'orée du bois du mur. Les deux compagnies du 2e régiment de Nassau qui sont postées derrière le mur empêchent absolument le passage. Dès lors, du côté droit, les Français continuent à repousser dans le verger les Nassauviens et les Hanovriens qui trouvent refuge dans le chemin creux qui borde celui-ci au nord. Ils y retrouvent les deux compagnies de Lord Saltoun (2e et 3e compagnies légères du 1er régiment des Guards) qui sont redescendues en catastrophe de la crête. Sans désemparer, Saltoun rallie les Nassauviens et les Hanovriens et franchit la haie pour repousser les Français jusque dans le bois.
Simultanément, du côté gauche, les Français tentent de pousser jusqu'au portail Sud qu'ils atteignent, malgré le feu nourri des Nassauviens postés derrière le mur, et se heurtent à la compagnie légère du 2e bataillon du 3e régiment des Guards britannique (Wyndham) et à la compagnie légère du 2e bataillon des Coldstream (Dashwood), qui débouchent du potager où Macdonnell les avait postées. Les Français n’ont d'autre choix que de reculer à l’abri du bois.

#### Deuxième attaque
Vers 12 h 30, l'ensemble de ces bataillons repart à l'assaut. Le colonel Cubières lui-même prend la tête d'une attaque française vers l’ouest du château, au cours de laquelle il sera gravement blessé. Les deux compagnies de Gardes britanniques de James Macdonnell reculent devant le nombre et s'engouffrent dans la cour du château, par le portail nord. Ils n'ont pas le temps de refermer les vantaux de la porte que déjà le sous-lieutenant Legros, du 1er régiment d'infanterie légère, et une trentaine d'hommes sont sur eux, forçant la porte et parvenant à s'introduire dans la cour. Les hommes de Macdonnell se jettent sur les intrus et les taillent en pièces, ne laissant indemne, dit-on, qu’un jeune tambour. La porte est soigneusement verrouillée.

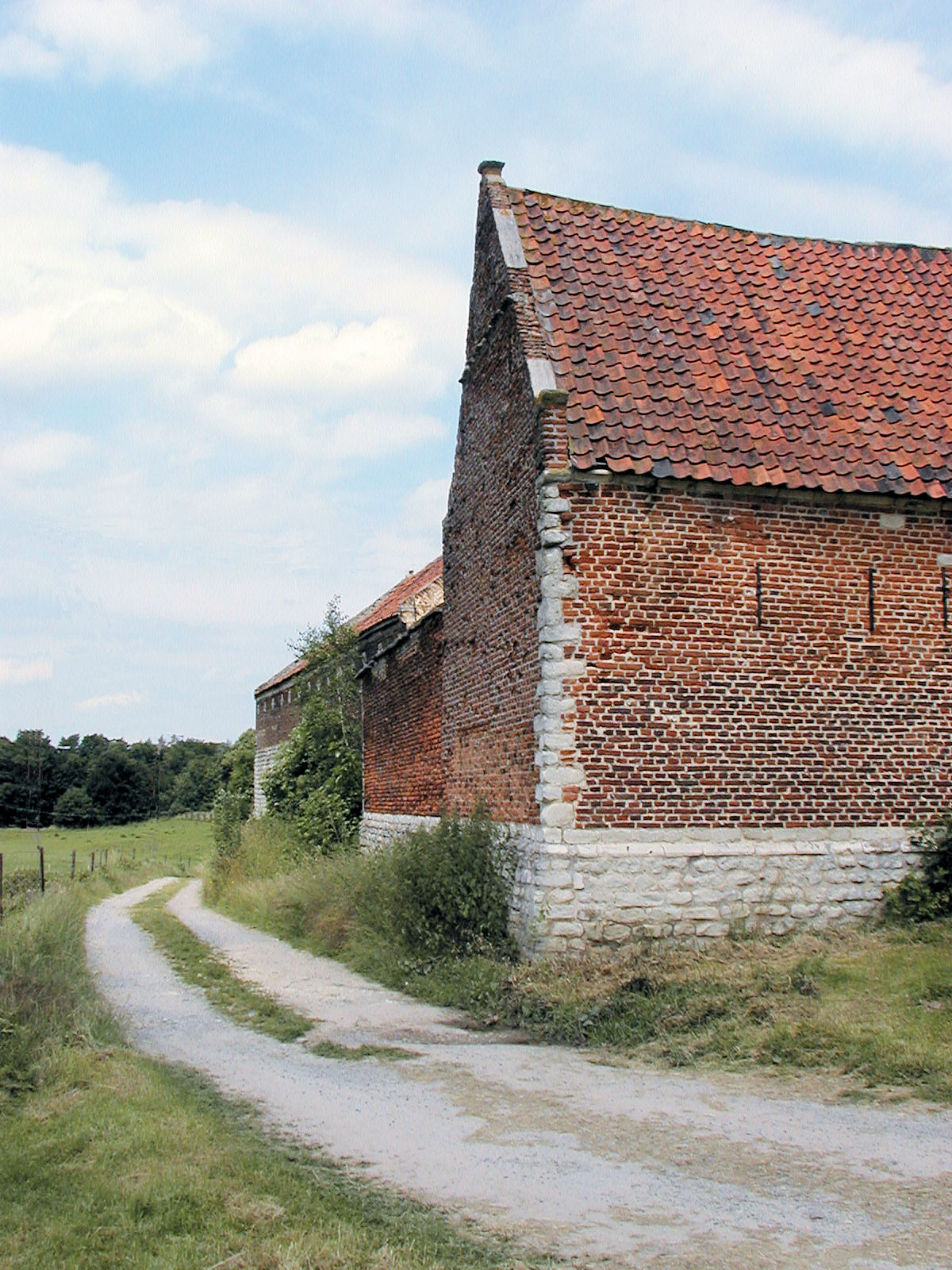
Hougoumont : angle sud-ouest, côté du potager.

Entre-temps, le mouvement de la 2e brigade du général Soye n'est pas passé inaperçu du duc de Wellington qui se rend compte que la position est menacée. Il ordonne donc au commandant de la 2e brigade britannique du 1er corps, le général major John Byng, d'envoyer du monde pour renforcer la garnison. En même temps, il charge la batterie du major Bull d'arroser le bois du feu de ses six obusiers de 6 pouces.
Byng fait donc descendre trois compagnies du 2e bataillon des Coldstream qui nettoient le terrain devant eux et repoussent les Français au sud de la ferme. Ces trois compagnies sont suivies du reste du 2e bataillon des Coldstream, soit quatre compagnies, qui entrent dans la ferme pour renforcer Macdonnell et les Nassauviens qui tiennent toujours leurs postes sur les murs. Il est à ce moment-là dans les environs de 13 h 15.
Simultanément à cette attaque, les bataillons français du Général Soye s'en prennent au verger où se trouvent toujours les deux compagnies du 1er régiment de Saltoun et les débris des compagnies du 2e régiment de Nassau et des chasseurs hanovriens. Saltoun tient jusque vers 13 h 15, quand interviennent de nouvelles troupes françaises, la 1re brigade de la 9e division du général Foy composée des 92e et 93e régiments de ligne (au total, quatre bataillons) et commandée par le colonel Tissot. Saltoun est obligé de céder le verger et se réfugie derrière la haie du chemin creux. Les Français parviennent alors à mettre en batterie un obusier le long de la haie sud du verger. Dès 14 h, Saltoun, qui, entre-temps, a été rejoint par deux compagnies du 3e régiment des Scots Guards, tente une contre-attaque afin de s'emparer de l'obusier français. Cette contre-attaque échoue et Saltoun rejoint sa position de départ dans le chemin creux. Les Français de Tissot reprennent le verger avec l'aide d’un nouvel acteur, la 2e brigade de la 9e division, sous le commandement du général Jamin. Il y a là trois compagnies du 4e léger et trois compagnies du 100e de ligne.
Vers 14 h 15, les compagnies de Saltoun qui ont été durement éprouvées lors de ces actions sont relevées par le reste du 2e bataillon du 3e régiment des Scots Guards du Lieutenant Colonel Francis Hepburn, et se voient autorisées à se retirer vers le gros du 1er Guards, toujours derrière la crête dans le chemin creux. Pendant ce temps-là, les Français se cassent toujours les dents sur le mur Sud du jardin où se sont maintenant installés les Coldstream, tandis que les Nassauviens se concentrent sur le mur Est d’où ils tirent sur les Français. À partir de cet instant, les assauts français vont se succéder sans interruptions.
À peine formé dans le chemin creux, Hepburn avec l’ensemble du 3e régiment, part à l’assaut du verger et en chasse les Français qui se voient rejeter au-delà de la haie dans la prairie au sud du verger. À 15 h, la 6e division de Jérôme Bonaparte est fixée dans le bois et la 9e division du général Foy dans les prairies à l’est de celui-ci. Elles ne cesseront d'assaillir les positions alliées sans jamais parvenir à faire un pas en avant. La garnison risque cependant de se trouver à court de munitions. Entre 15 h et 16 h, toutefois, un chariot de munitions parvient à descendre et entre dans la cour de la ferme.

#### Les assauts suivants

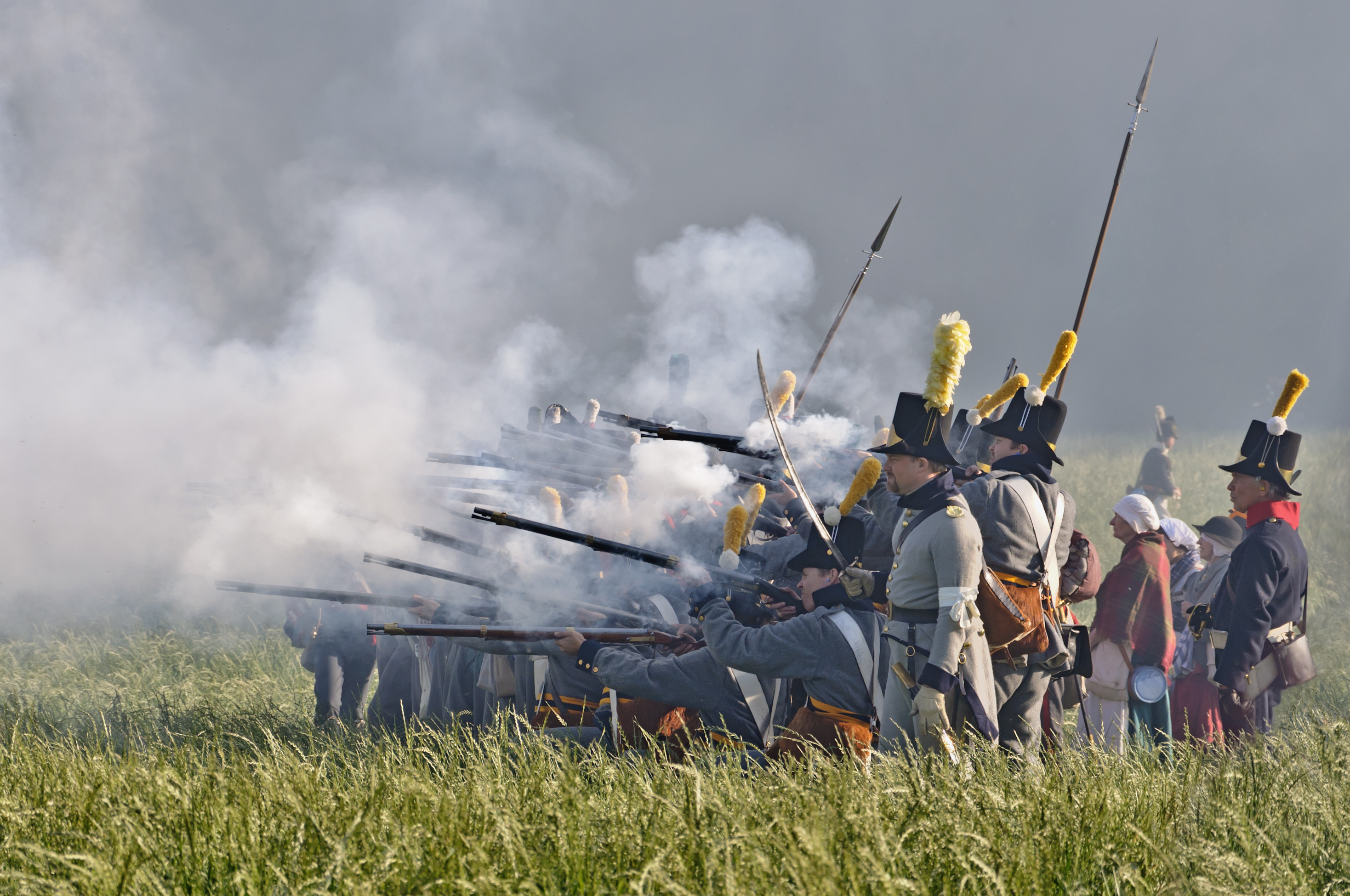
Tirs devant le bois de Hougoumont, durant la reconstitution de la bataille de Waterloo en 2011.

C’est à peu près à cette heure-là que Jérôme Bonaparte se rendit enfin compte qu'il serait vain de vouloir s'emparer de la ferme et du château si on ne les soumettait pas à un tir d’artillerie efficace. Quelques obusiers se mettent alors à tirer sur le domaine, mettant feu aux granges et aux bâtiments. Si cet incendie rendit la situation très inconfortable pour les défenseurs, il n'eut aucune influence réelle sur la suite des événements. Une suite d'attaques sporadiques contre le verger ou le mur du jardin, sont aussitôt repoussées. Précisons que la 2e brigade française du général Campi, appartenant à la 5e division du général Bachelu, amorça vers 15 h un mouvement offensif contre le verger d'Hougoumont mais que l'artillerie anglaise l'en dissuada et qu'elle n’insista pas.

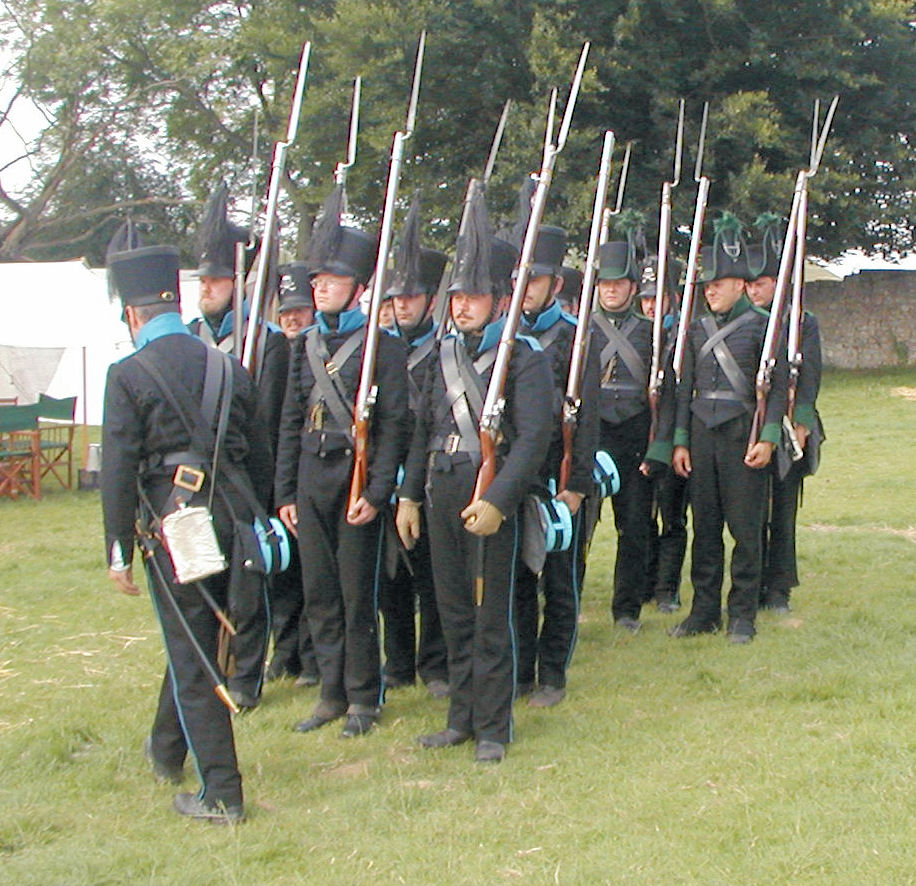
Le Leibbatalion brunswickois (reconstitution).

Vers 19 h, trois bataillons brunswickois (le bataillon Leibbatalion, le 1er d'infanterie léger et l’avant-garde) arrivés par l’ouest, le 2e bataillon King's German Legion et le bataillon de Landwehr de Salzgitter venus de l'est, viennent dégager le domaine et nettoient le verger et le bois. La garnison du domaine leur emboîte le pas pour poursuivre les débris des unités de la garde impériale qui ont manqué leur assaut sur la ligne anglo-alliée.

#### Résumé des événements
La liste qui suit offre l'ensemble des événements qui se sont déroulés à Hougoumont :

##### 17 juin 1815
- 17 h : Les 1re et 2e brigades des Guards britanniques arrivent à Mont-Saint-Jean.
- 19 h : Les compagnies légères du 1er Guards occupent le verger.
- 19 h : Les compagnies légères du 2e régiment des Coldstream occupent la ferme, le château et le jardin. Travaux de mise en défense.
- Soirée : Des patrouilles de cavalerie françaises sont écartées.
- Soirée : Des détachements du 3e Guards sont postés dans la forêt.

##### 18 juin 1815
- À l'aube : Dans le verger, Saltoun est relevé par des Nassauviens et des Hanovriens.
- Tôt dans la matinée : Wellington vient inspecter Saltoun. Il ordonne aux Nassauviens et Hanovriens d’avancer et d’occuper le bois et au 3e Guards d’avancer du jardin vers l’allée.
- 10 h : Wellington stoppe Saltoun sur le versant de la crête au nord d’Hougoumont.
- 11 h : Le 1/2 Nassau remplace les Anglais dans la ferme, le château et le jardin. Les compagnies légères détachées du 1er Guards se remettent en route vers le gros de leur bataillon.
- 11 h 30 : 1re attaque française, du sud vers le bois. Premiers coups de canons.
- 11 h 50 : Nassauviens et Hanovriens évacuent le bois pour se réfugier dans le verger. Saltoun redescend vers le chemin creux.
- 12 h : 2e attaque française, par le côté ouest contre le portail nord et par l’est contre le verger. Les Coldstream se réfugient dans la cour.
- 12 h 30 : Fermeture du portail.
- 12 h 45 : 3e attaque française : contre le verger.
- 13 h : Contre-attaque par le 2e bataillon de Coldstream qui entre alors dans la ferme (La grande batterie ouvre le feu).
- Après 13 h : Un tombereau de munitions arrive.
- 13 h 30 : Contre-attaque dans le verger par deux compagnies du 3e Guards.
- 13 h 30 : Débuts du bombardement par un obusier que Saltoun tente en vain de museler.
- 14 h : 4e attaque française contre le verger en venant de l’est. Saltoun et ses compagnies légères évacuent le verger et sont relevées par 3 compagnies du 3e Guards.
- 14 h : Le verger est repris par le 3e Guards.
- 14 h-15 h : 5e attaque française : du général Campi venant du sud-est, contre le verger, mais stoppée par le feu de l'artillerie anglaise.
- 15 h : Les bâtiments prennent feu.
- 16 h : 6e attaque française : contre le verger, venant du sud-est. Contre-attaque immédiate du 3e Guards qui reprend le verger. Hepburn reprend le commandement de la 2e brigade de la garde britannique que Byng, son commandant, quitte, ayant repris celui de la 1re division après la grave blessure de Cooke. Home reprend le commandement du 3e Guards.
- 18 h 30 : 7e attaque française : contre le verger, venant du sud-est. Contre-attaque des 3e Guards de Home. (Prise de la Haye-Sainte par les Français).
- 19 h 30 : Attaque de la Garde impériale.
- 20 h 15 : Avance générale alliée.

#### Hougoumont après la bataille

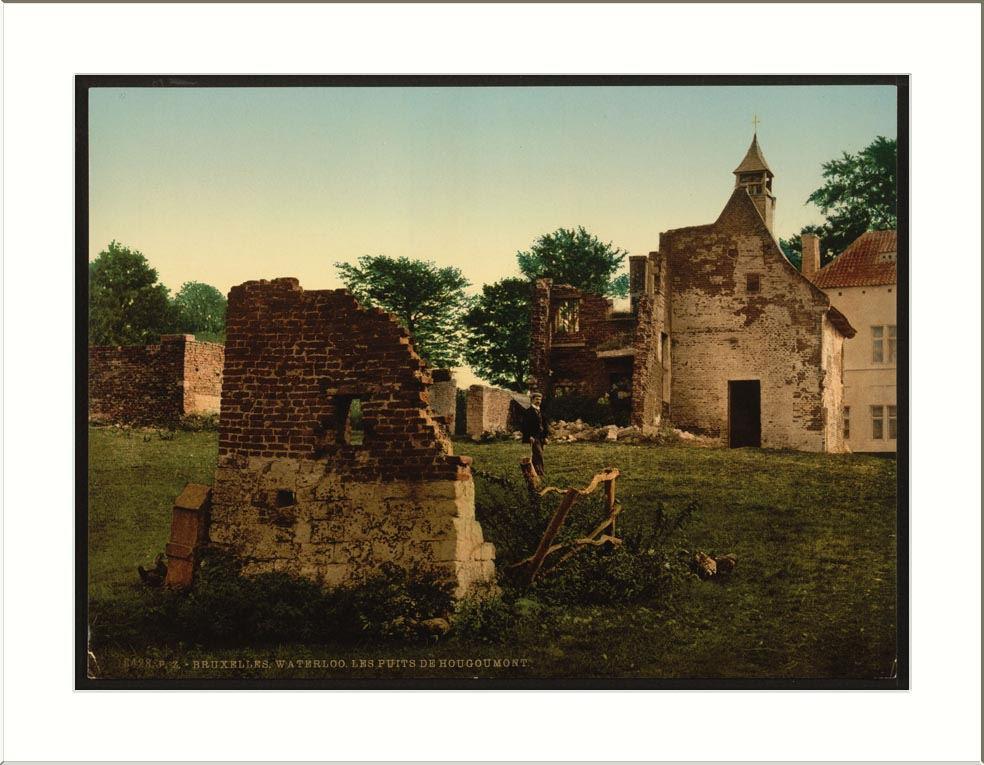
Les vestiges du puits du domaine d'Hougoumont.

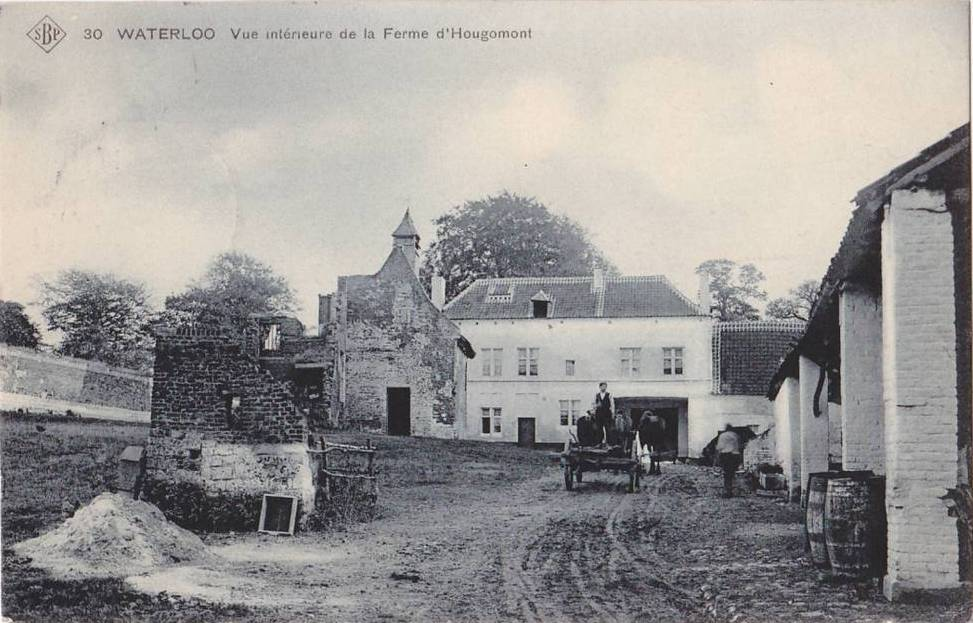
La cour intérieure d'Hougoumont en 1915.

Après la bataille, le 19 juin, la plupart des bâtiments du domaine d'Hougoumont étaient en ruine ou incendiés. Les corps des victimes gisaient partout dans le sang et la boue. Beaucoup d’entre eux étaient nus, victimes des pillards qui s'étaient répandus sur le champ de bataille dès la fin des combats et sévissaient encore le lendemain. Au sud de la ferme, on érigea un bûcher où l'on commença à brûler les cadavres sans autre cérémonie. Victor Hugo raconte qu'environ 300 cadavres auraient été jetés dans le puits, mais il s'agit d'une légende car, l'eau étant rare à cet endroit, les paysans chargés de relever les morts n'auraient pas « pourri » un puits aussi précieux.
Les murs des quelques bâtiments encore subsistants étaient parsemés d'éclats d'obus ou d'impacts de balles. Le feu n’était pas entièrement éteint. Les arbres étaient dans un état lamentable avec leurs troncs déchiquetés, les branches et feuilles arrachées. Le verger, selon des témoins qui rendirent visite les jours suivants au champ de bataille, ressemblait à une scène de L'Enfer de Dante : des entassements de morts, toutes nationalités confondues, couvraient toute la surface du verger dont les pommiers avaient été à ce point malmenés qu'ils ressemblaient à des saules. Le fermier d'Hougoumont, revenu tôt le 19 juin, se promenait hagard au milieu de ce champ de carnage et de dévastation.
Le château, complètement ruiné, était évidemment inhabitable et les habitants du pays se servirent de ses pierres pour construire, notamment, le Café des Ruines, le long de la chaussée de Nivelles. À l'heure actuelle, on ne peut plus voir du château lui-même que ses fondations. La grande grange fut reconstruite et la maison du jardinier restaurée. Mais celle-ci ne sert plus d’habitation.

### Bibliographie

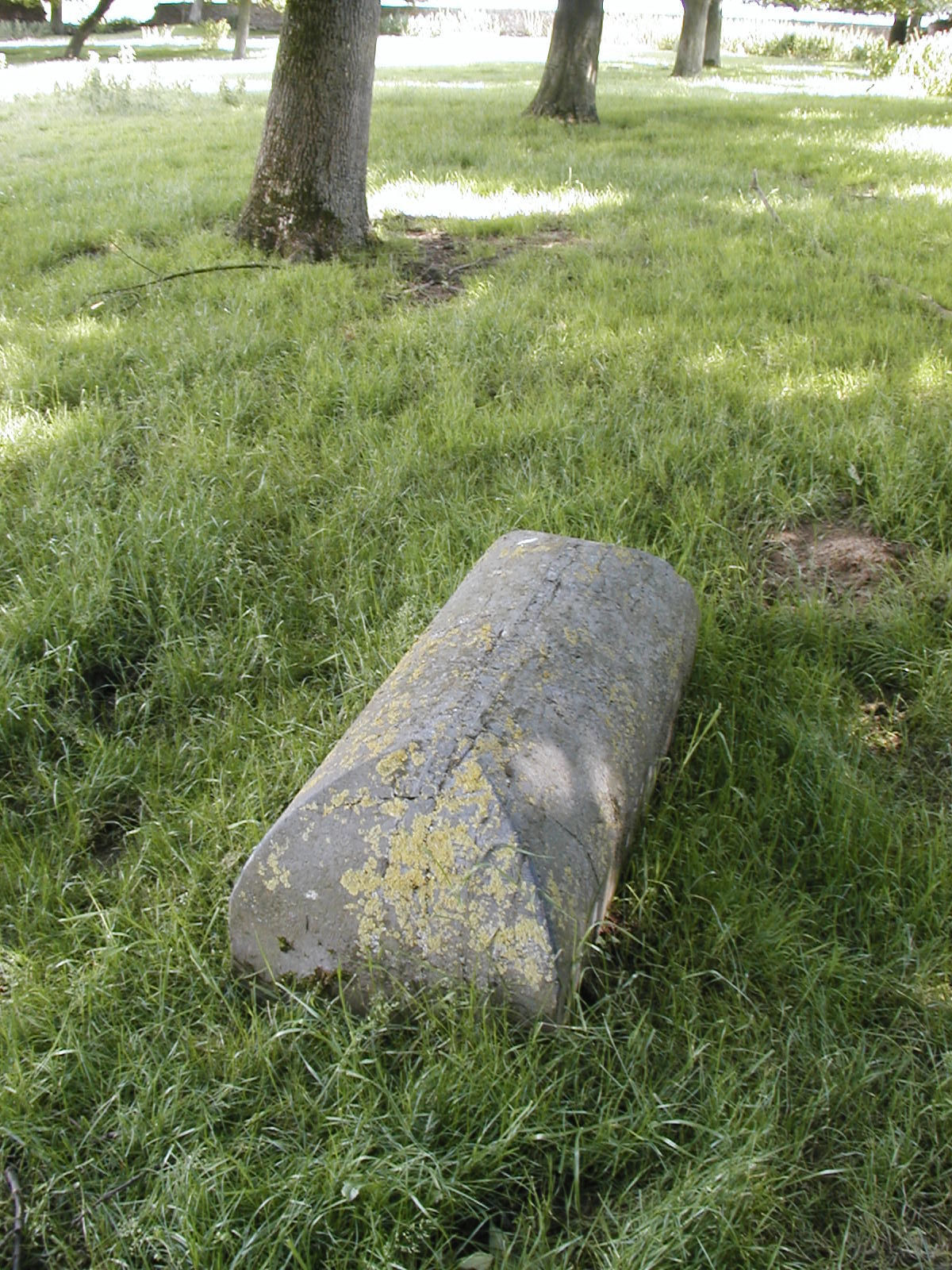
La pierre tombale du sergent Cotton.